# 天主教艾哈迈达巴德教区
天主教艾哈邁達巴德教區 （拉丁語：Dioecesis Ahmedabadensis）是印度一個羅馬天主教教區，屬甘地訥格爾總教區。
教區成立於1949年5月5日，包括古吉拉特邦中部三縣。2012年有教友70,038人（佔轄區總人口0.7%）、四十二個堂區、167名司鐸。現任教區主教為多默‧依納爵‧麥萬。